# Volavšek
Volavšek je priimek več znanih Slovencev:
- Andreja Volavšek (1937—2010), umetnostna zgodovinarka, konservatorka
- Bogdan Volavšek (1933—2014), kemijski tehnolog, univ. profesor (UM)
- Branko Volavšek (1913—1997), zdravnik internist, kardiolog, prof. MF
- Davorin Volavšek, fotograf
- Ema Volavšek (*2002), smučarska skakalka, nordijska kombinatorka
- Franjo Volavšek, športnik veslač (Mb)
- Josip Volavšek (1886—1957), zdravnik internist
- Metka Volavšek, medicinska patologinja, prof. MF
- Vojko Volavšek - Volvo, stripovski avtor